# Saison 6 de Doctor Who
Cet article concerne la seconde série. Pour la première, voir Saison 6 de Doctor Who, première série.
Chronologie
Saison 5 Saison 7
Cet article présente les épisodes de la sixième saison de la seconde série télévisée Doctor Who.

## Synopsis de la saison
Dès le début de la saison, le Docteur est tué au bord du Lac Silencio. Cette saison raconte le passé du Docteur précédant cette mort. Nous en saurons un peu plus sur River Song. Qui est le Silence ?

## Distribution

### Acteurs principaux
- Matt Smith : Onzième Docteur
- Karen Gillan : Amy Pond
- Arthur Darvill : Rory Williams
- Alex Kingston : River Song

### Acteurs récurrents
- Frances Barber : Mme Kovarian (épisodes 2, 3, 5, 6, 7, 12 et 13)
- Sydney Wade : Melody Pond (épisodes 1 et 2)
- Mark Sheppard : Canton Everett Delaware III (épisodes 1 et 2)
- Simon Fischer-Becker : Dorium Maldovar (épisodes 7 et 13)
- Caitlin Blackwood : Amy Pond enfant (épisodes 8 et 11)
- Mark Gatiss : Danny Boy (épisode 7) / Gantok (épisode 13)
- Neve McIntosh : Mme Vastra (épisode 7)
- Catrin Stewart : Jenny Flint (épisode 7)
- Dan Starkey : Strax (épisode 7)
- James Corden : Craig Owens (épisode 12)
- Simon Callow : Charles Dickens (épisode 13)
- Ian McNeice : Winston Churchill (épisode 13)

## Production

### Réalisation
| Block | Épisode(s)                                       | Réalisateur.trice | Scénariste(s)    | Producteur.trice | Code |
| ----- | ------------------------------------------------ | ----------------- | ---------------- | ---------------- | ---- |
| X     | Le Fantôme des Noëls passés (Spécial Noël 2010)  | Toby Haynes       | Steven Moffat    | Sanne Wohlenberg | 2X   |
| 1     | Terreurs nocturnes (Épisode 9)                   | Richard Clark     | Mark Gatiss      | Sanne Wohlenberg | 2.4  |
| 1     | L'Âme du TARDIS (Épisode 4)                      | Richard Clark     | Neil Gaiman      | Sanne Wohlenberg | 2.3  |
| 2     | L'Impossible Astronaute, 1ère partie (Épisode 1) | Toby Haynes       | Steven Moffat    | Marcus Wilson    | 2.1  |
| 2     | L'Impossible Astronaute, 2ème partie (Épisode 2) | Toby Haynes       | Steven Moffat    | Marcus Wilson    | 2.2  |
| 3     | La Chair vivante, 1ère partie (Épisode 5)        | Julian Simpson    | Matthew Graham   | Marcus Wilson    | 2.5  |
| 3     | La Chair vivante, 2ème partie (Épisode 6)        | Julian Simpson    | Matthew Graham   | Marcus Wilson    | 2.6  |
| 4     | La Retraite du démon (Épisode 7)                 | Peter Hoar        | Steven Moffat    | Marcus Wilson    | 2.7  |
| 4     | La Marque noire (Épisode 3)                      | Jeremy Webb       | Stephen Thompson | Marcus Wilson    | 2.9  |
| 5     | Le Complexe divin (Épisode 11)                   | Nick Hurran       | Toby Whithouse   | Marcus Wilson    | 2.11 |
| 5     | La Fille qui attendait (Épisode 10)              | Nick Hurran       | Tom MacRae       | Marcus Wilson    | 2.10 |
| 6     | Tournée d'adieux (Épisode 12)                    | Steve Hughes      | Gareth Roberts   | Denise Paul      | 2.12 |
| 7     | Le Mariage de River Song (Épisode 13)            | Jeremy Webb       | Steven Moffat    | Marcus Wilson    | 2.13 |
| 7     | Allons tuer Hitler (Épisode 8)                   | Richard Senior    | Steven Moffat    | Marcus Wilson    | 2.8  |

## Liste des épisodes

### Épisode spécial:Le Fantôme des Noëls passés
- Royaume-Uni : 25 décembre 2010 sur BBC One
- France : 24 décembre 2011 sur France 4

- Royaume-Uni : 10,3 millions de téléspectateurs (première diffusion)

### Épisode 1:L'Impossible Astronaute, première partie
- Royaume-Uni : 23 avril 2011 sur BBC One
- France : 19 mai 2012 sur France 4

- Royaume-Uni : 8,86 millions de téléspectateurs (première diffusion)
- France : 514 000 téléspectateurs (première diffusion)

- Alex Kingston (River Song)

### Épisode 2:L'Impossible Astronaute, deuxième partie
- Royaume-Uni : 30 avril 2011 sur BBC One
- France : 19 mai 2012 sur France 4

- Royaume-Uni : 7,3 millions de téléspectateurs (première diffusion)
- France : 514 000 téléspectateurs (première diffusion)

- Alex Kingston (River Song)

### Épisode 3:La Marque noire
- Royaume-Uni : 7 mai 2011 sur BBC One
- France : 19 mai 2012 sur France 4

- Royaume-Uni : 7,85 millions de téléspectateurs (première diffusion)
- France : 514 000 téléspectateurs (première diffusion)

### Épisode 4:L'Âme du TARDIS
- Royaume-Uni : 14 mai 2011 sur BBC One
- France : 19 mai 2012 sur France 4

- Royaume-Uni : 7,97 millions de téléspectateurs (première diffusion)
- France : 514 000 téléspectateurs (première diffusion)

- Suranne Jones - Idris

### Épisode 5:La Chair vivante, première partie
- Royaume-Uni : 21 mai 2011 sur BBC One
- France : 26 mai 2012 sur France 4

- Royaume-Uni : 7,35 millions de téléspectateurs (première diffusion)

### Épisode 6:La Chair vivante, deuxième partie
- Royaume-Uni : 28 mai 2011 sur BBC One
- France : 26 mai 2012 sur France 4

- Royaume-Uni : 6,72 millions de téléspectateurs (première diffusion)

### Épisode 7:La Retraite du démon
- Royaume-Uni : 4 juin 2011 sur BBC One
- France : 26 mai 2012 sur France 4

- Royaume-Uni : 7,51 millions de téléspectateurs (première diffusion)

- Alex Kingston (River Song)
- Neve McIntosh (Madame Vastra)
- Dan Starkey (Strax)
- Catrin Stewart (Jenny Flint)

### Épisode 8:Allons tuer Hitler
- Royaume-Uni : 27 août 2011 sur BBC One
- France : 27 octobre 2012 sur France 4

- Royaume-Uni : 8,1 millions de téléspectateurs (première diffusion)

- Alex Kingston (River Song)

### Épisode 9:Terreurs nocturnes
- Royaume-Uni : 3 septembre 2011 sur BBC One
- France : 27 octobre 2012 sur France 4

- Royaume-Uni : 7,07 millions de téléspectateurs (première diffusion)

### Épisode 10:La Fille qui attendait
- Royaume-Uni : 10 septembre 2011 sur BBC One
- France : 27 octobre 2012 sur France 4

- Royaume-Uni : 7,6 millions de téléspectateurs (première diffusion)

### Épisode 11:Le Complexe divin
- Royaume-Uni : 17 septembre 2011 sur BBC One
- France : 3 novembre 2012 sur France 4

- Royaume-Uni : 6,77 millions de téléspectateurs (première diffusion)

David Walliams

### Épisode 12:Tournée d'adieux
- Royaume-Uni : 24 septembre 2011 sur BBC One
- France : 3 novembre 2012 sur France 4

- Royaume-Uni : 6,93 millions de téléspectateurs (première diffusion)

- James Corden (Craig Owens)
- Daisy Haggard (Sophie)

### Épisode 13:Le Mariage de River Song
- Royaume-Uni : 1er octobre 2011 sur BBC One
- France : 3 novembre 2012 sur France 4

- Royaume-Uni : 7,67 millions de téléspectateurs (première diffusion)

- Alex Kingston (River Song)